# Rosoman
Rosoman (Macedonisch: Росоман) is een gemeente in Noord-Macedonië.
Rosoman telt 4141 inwoners (2002). De oppervlakte bedraagt 132,9 km², de bevolkingsdichtheid is 31,2 inwoners per km².

## Geografie
De gemeente grenst aan de gemeente Gradsko in het noorden, de gemeente Negotino in het oosten, de gemeente Čaška in het westen en de gemeente Kavadarci in het zuiden.

## Bevolking
De gemeente Rosoman heeft een bevolking van 4.141 personen volgens de laatste nationale volkstelling in 2002. Bij de volkstelling in 1994 stonden 4.328 mensen geregistreerd als inwoners van deze gemeente. Etnische groepen in de gemeente:
- Macedoniërs = 3.694 (89,2%)
- Serviërs = 409 (9,9%)
- Overig = 38 (0,9%)